# Coroa iugoslava

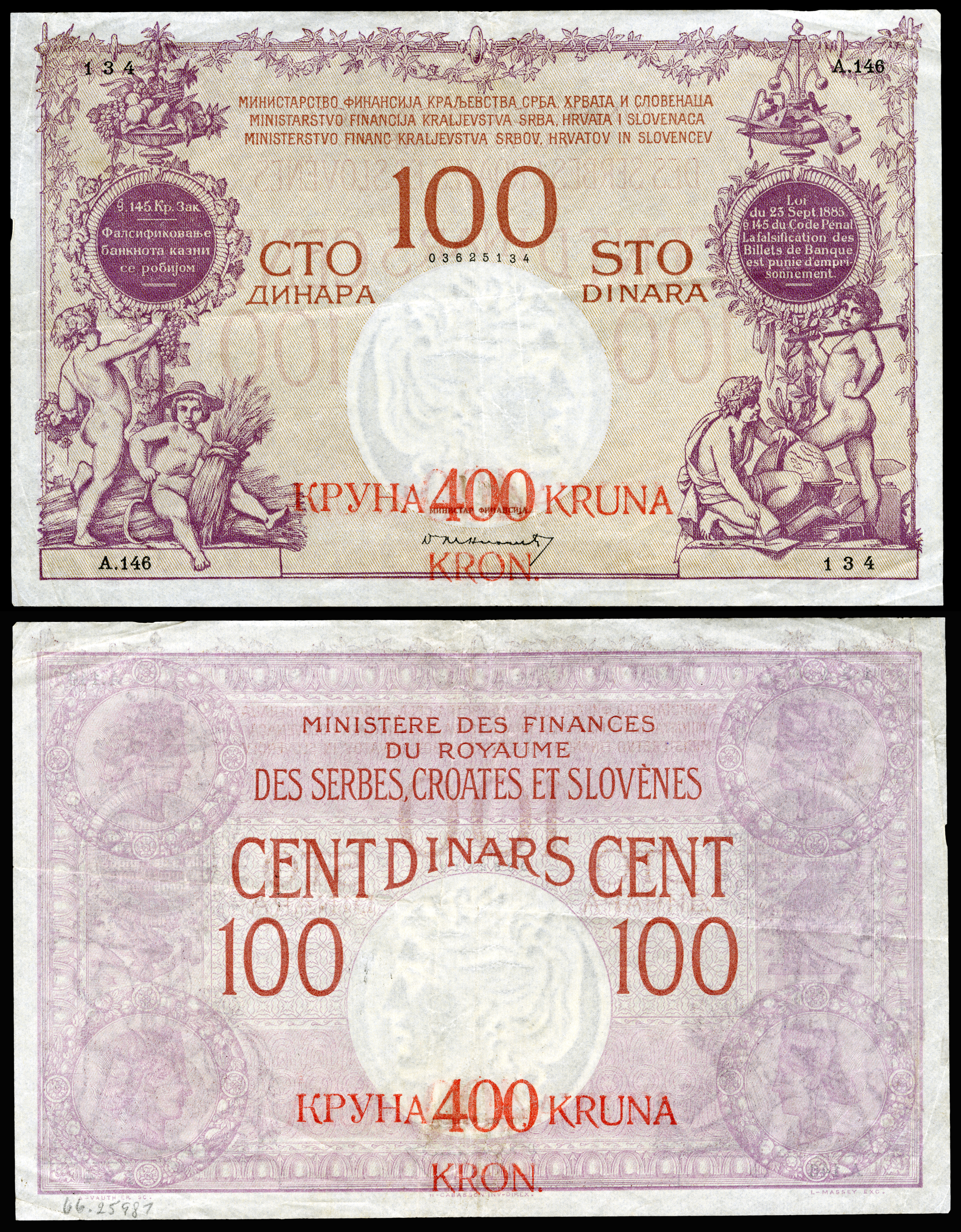
400 coroas carimbadas em uma nota de 100 Dinares (1919)

A coroa (em Servo-croata: крyна / kruna; em esloveno:  krona) foi uma moeda provisória de curta duração usada em partes do então recém-formado Reino dos Sérvios, Croatas e Eslovenos, partes do qual anteriormente faziam parte do Império Austro-Húngaro (Áustria-Hungria). Valeu 1⁄4 de um dinar ou 25 para.

## História
Após a Primeira Guerra Mundial, a Áustria-Hungria foi desintegrada em vários estados, com a sua porção sudeste tornando-se o Estado dos Eslovenos, Croatas e Sérvios. Ele e o Reino da Sérvia logo depois se fundiram para formar o Reino dos Sérvios, Croatas e Eslovenos (RSCE), que mais tarde foi renomeado como Iugoslávia. A coroa substituiu a coroa austro-húngara ao par em 12 de novembro de 1918. Circulou ao lado do dinar sérvio no Estado dos Eslovenos, Croatas e Sérvios com uma taxa de câmbio de 1 dinar = 4 coroas no período intermediário antes da adoção do dinar iugoslavo. A data exata em que a coroa deixou de circular não é clara, com uma fonte indicando que a coroa ainda estava em circulação no final de 1922. 